# Petar Živković
Petar Živković, cyr. Петар Живковић (ur. 1 stycznia 1879 w Negotinie, zm. 3 lutego 1947 w Paryżu) – serbski wojskowy i polityk, premier Królestwa Serbów, Chorwatów i Słoweńców (1929-32).

## Życiorys
Ukończył studia w akademii wojskowej w Belgradzie. W 1901 jako porucznik straży dworskiej otworzył bramy pałacu królewskiego spiskowcom, którzy zamordowali króla Aleksandra Obrenowicia. W 1912 założył Białą Rękę - tajną organizację oficerów-zwolenników następcy tronu serbskiego Aleksandra. W czasie wojny bałkańskiej w 1913 Živković dowodził kawalerią dywizji Timok. Jeden z podkomendnych oskarżył go o gwałt na nim podczas oblężenia Edirne, jednak po interwencji szefa wywiadu wojskowego Dragutina Dimitrijevicia sprawa została wyciszona. W 1917 Živković otrzymał nominację na dowódcę Gwardii Królewskiej. W 1923 awansował na stopień generała dywizji (дивизијски генерал), a w 1930 - generała armii (армијски генерал)
Od 7 stycznia 1929 do 4 kwietnia 1932 pełnił jako ostatni urząd premiera Królestwa Serbów, Chorwatów i Słoweńców, przed wprowadzeniem Królestwa Jugosławii. Na tym stanowisku doprowadził do ujednolicenia kodeksu karnego, systemu podatkowego i edukacyjnego, inwestował w transport i osuszanie bagien, założył centralny bank rolny. Živkoviciowi i królowi nie udało się jednak rozszerzyć rządu o Radykalną Partię Ludową i Słoweńską Partię Ludową. Dymisję generała przyspieszyło narastające niezadowolenie z dyktatorskich metod
władzy i trwający od 1931 kryzys gospodarczy
31 lipca 1929 w Belgradzie został udekorowany Wielką Wstęgą Orderu Odrodzenia Polski.
W 1932 założył proreżimową partię Jugosłowiańska Radykalna Demokracja Chłopska (Југословенска радикална сељачка демократија), do której weszli popierający królewską dyktaturę działacze Radykalnej Partii Ludowej, Parti Demokratycznej i Słoweńskiej Partii Ludowej W 1933 zmieniła ona nazwę na Jugosłowiańska Partia Narodowa, a Živković w 1936 został jej prezesem. W latach 1934-1936 sprawował funkcję ministra wojny i marynarki
Od 1941 przebywał na emigracji we Francji i Wielkiej Brytanii. Od 1943 pełnił kolejno obowiązki ministra bez teki, pomocnika naczelnego dowódcy sił zbrojnych oraz wiceministra wojny, marynarki i lotnictwa. Opracował zignorowany przez Aliantów plan sformowania z jugosłowiańskich jeńców z armii włoskiej pojmanych w Afryce siły zbrojnej mającej wylądować na wybrzeżu Dalmacji i włączyć się do walki z Niemcami. Po drugiej wojnie światowej przygotowywał plany antykomunistycznych wystąpień w Jugosławii. W
1946 został zaocznie skazany w Jugosławii na karę śmierci.